# Rinchen Gyaltsen
 Rinchen Gyaltsen (tibétain : རིན་ཆེན་རྒྱལ་མཚན, Wylie : rin chen rgyal mtshan, THL : rinchen gyaltsen ; chinois : 仁钦坚赞), né en 1238 et décédé le 24 mars 1279. est un lama du Sakyapa et précepteur impérial (Dishi) de l'empereur de Chine, sous la dynastie Yuan à partir de 1274.
Il eut également la fonction de Sakya Trizin durant la période ou Drogön Chögyal Phagpa était précepteur impérial.
Il est le demi-frère de Drogön Chögyal Phagpa.
Son autre frère, Chakna Dorje est le vice-roi du Tibet de 1264 à 1267.